# Lijst van onroerend erfgoed in Zottegem
Een overzicht van het onroerend erfgoed in de gemeente Zottegem. Het onroerend erfgoed maakt deel uit van het cultureel erfgoed in België. 
Het bouwkundige erfgoed van de gemeente omvat vooral:
- Kastelen: Egmontkasteel, Domein Breivelde, Kasteel van Leeuwergem.
- Historisch erfgoed in het centrum: Stadhuis, Huis De Katholieke Kring, Huis Sint-Jozef, Sint-Jorishof op de Markt, Heldenmonument op de Heldenlaan, Oud hospitaal in de Hospitaalstraat, Dekenij en  Gesticht Onze-Lieve-Vrouw van Deinsbeke in de Kasteelstraat, Huis Van De Sande, Pâtisserie de la Gare en 't Schildershuis in de Stationsstraat, Villa Cousy, Villa Vanden Noortgaete, Villa De Rycke en Villa Van Herzele aan de Grotenbergestraat, Villa Cantaert en Bruggenhoek 44, Villa Puysseleyr (Villa Rozengaerde), Villa Floreal, Villa Socrate, Herenhuis Schockaert, Cottage De Riemaecker, Zuidstraat 50, Laurens De Metsstraat 49.
- Industrieel erfgoed: Brouwerij Crombé, Brouwerij De Klok, Sanitary met Stoomketelmuseum, Tramstatie.
- Religieus erfgoed: Onze-Lieve-Vrouw-Hemelvaartkerk in Zottegem, Onze-Lieve-Vrouwekapel (Congregatiekapel) in Zottegem, Sint-Martinuskerk en Grauwzustersklooster in Velzeke-Ruddershove, Sint-Gorikskerk in Sint-Goriks-Oudenhove, Sint-Paulus-Bekeringkerk in Godveerdegem, Sint-Martinuskerk in Oombergen, Sint-Andreaskerk in Strijpen, Sint-Pieters-Bandenkerk en het voormalig klooster van Erwetegem in Erwetegem, Onze-Lieve-Vrouw-Geboorte en Sint-Jozefkerk en Grafkapel in Elene, Sint-Pieters-Banden en Sint-Berlindiskerk in Grotenberge, Sint-Amanduskerk in Leeuwergem, Heilig Hartkerk in Bevegem en Onze-Lieve-Vrouw-Ten-Hemelopnemingskerk en Sint-Antoniuskapel in Sint-Maria-Oudenhove, Onze-Lieve-Vrouw van Deinsbekekapel, Sint-Andrieskapel en Sint-Antoniuskapel in Strijpen.
- Kasseiwegen: Paddestraat en Lippenhovestraat.
- Historische boerderijen: Munkboshoeven, Schaliënhof, Hof de Moriaan, Hof van Oranje, Ruddershoeve, Steenbekehoeve, Verkeerd Hof, Hof ter Linden, Posterij, Hof te Wassenhove, Wolvenhof en Leirenshof.
- Molens: Driesmolen, Molen Van den Borre, Leirensmolen, Wassenhovemolen, watermolen van Elene, windmolen van Elene, Stenen Molen, Nieuwpoortmolen en Van Themsches molen.

## Bouwkundig erfgoed
| Object                                                                 | Erfgoedstatus?        | Bouwjaar of architect | Deelgemeente               | Adres                                                           | Coördinaten                   | Nummer? | Afbeelding                                                             |
| ---------------------------------------------------------------------- | --------------------- | --------------------- | -------------------------- | --------------------------------------------------------------- | ----------------------------- | ------- | ---------------------------------------------------------------------- |
| Tramstation                                                            |                       |                       | Zottegem                   | Arthur Gevaertlaan 1                                            | 50° 52' 22" NB, 3° 49' 2" OL  | 9589    | Tramstation                                                            |
| Huizenrij                                                              | stadsgezicht          |                       | Zottegem                   | Arthur Scheirisstraat 1-11                                      | 50° 52' 11" NB, 3° 48' 36" OL | 9590    | Huizenrij                                                              |
| Huizenrij                                                              | stadsgezicht          |                       | Zottegem                   | Arthur Scheirisstraat 15-27, 31                                 | 50° 52' 11" NB, 3° 48' 32" OL | 9591    | Huizenrij                                                              |
| Herenhuis                                                              | stadsgezicht          |                       | Zottegem                   | Arthur Scheirisstraat 4                                         | 50° 52' 11" NB, 3° 48' 35" OL | 9594    | Herenhuis                                                              |
| Hoekhuis                                                               | stadsgezicht          |                       | Zottegem                   | Bruggenhoek 24                                                  | 50° 52' 28" NB, 3° 48' 37" OL | 9596    | Hoekhuis                                                               |
| Kapel van Onze-Lieve-Vrouw van Deinsbeke                               | Monument              |                       | Zottegem                   | Deinsbekestraat                                                 | 50° 52' 29" NB, 3° 49' 1" OL  | 9597    | Kapel van Onze-Lieve-Vrouw van Deinsbeke                               |
| Burgerhuis                                                             |                       |                       | Zottegem                   | Firmin Bogaertstraat 8, 8A, 10                                  | 50° 52' 7" NB, 3° 48' 31" OL  | 9599    | Burgerhuis                                                             |
| Gemeenteschool                                                         |                       |                       | Zottegem                   | Firmin Bogaertstraat 12                                         | 50° 52' 8" NB, 3° 48' 29" OL  | 9600    | Gemeenteschool                                                         |
| Burgerwoning                                                           |                       |                       | Zottegem                   | Godveerdegemstraat 17                                           | 50° 51' 55" NB, 3° 48' 55" OL | 9602    | Burgerwoning                                                           |
| Domein Egmontkasteel                                                   | Monument              |                       | Zottegem                   | Heldenlaan 92                                                   | 50° 52' 22" NB, 3° 48' 33" OL | 9604    | Domein Egmontkasteel                                                   |
| Bedrijfsgebouw Sanitary Underwear Company S.A.                         | Monument              |                       | Zottegem                   | Gustaaf Schockaertstraat 7                                      | 50° 51' 60" NB, 3° 48' 39" OL | 9606    | Bedrijfsgebouw Sanitary Underwear Company S.A.                         |
| Hoekhuis                                                               | stadsgezicht          |                       | Zottegem                   | Heldenlaan 2-4                                                  | 50° 52' 11" NB, 3° 48' 36" OL | 9607    | Hoekhuis                                                               |
| Stadswoning                                                            | stadsgezicht          |                       | Zottegem                   | Heldenlaan 6                                                    | 50° 52' 12" NB, 3° 48' 36" OL | 9608    | Stadswoning                                                            |
| Stadswoning                                                            | stadsgezicht          |                       | Zottegem                   | Heldenlaan 7                                                    | 50° 52' 12" NB, 3° 48' 39" OL | 9609    | Stadswoning                                                            |
| Huis Ferdinand                                                         | stadsgezicht          |                       | Zottegem                   | Heldenlaan 18                                                   | 50° 52' 13" NB, 3° 48' 35" OL | 9610    | Huis Ferdinand                                                         |
| Burgerhuis                                                             | stadsgezicht          |                       | Zottegem                   | Heldenlaan 16                                                   | 50° 52' 13" NB, 3° 48' 35" OL | 9611    | Burgerhuis                                                             |
| Burgerhuis                                                             | stadsgezicht          |                       | Zottegem                   | Heldenlaan 14                                                   | 50° 52' 13" NB, 3° 48' 36" OL | 9612    | Burgerhuis                                                             |
| Herenhuis                                                              |                       |                       | Zottegem                   | Heldenlaan 51                                                   | 50° 52' 16" NB, 3° 48' 37" OL | 9613    | Herenhuis                                                              |
| Herenhuis                                                              | stadsgezicht          |                       | Zottegem                   | Heldenlaan 89                                                   | 50° 52' 20" NB, 3° 48' 36" OL | 9616    | Herenhuis                                                              |
| Burgerhuis                                                             | stadsgezicht          |                       | Zottegem                   | Hoogstraat 8                                                    | 50° 52' 9" NB, 3° 48' 37" OL  | 9617    | Burgerhuis                                                             |
| Stadswoning                                                            | stadsgezicht          |                       | Zottegem                   | Hoogstraat 9-11                                                 | 50° 52' 10" NB, 3° 48' 35" OL | 9618    | Stadswoning                                                            |
| Stadswoning                                                            | stadsgezicht          |                       | Zottegem                   | Hoogstraat 10                                                   | 50° 52' 9" NB, 3° 48' 37" OL  | 9619    | Stadswoning                                                            |
| Winkelhuis                                                             |                       |                       | Zottegem                   | Hoogstraat 20                                                   | 50° 52' 8" NB, 3° 48' 36" OL  | 9620    | Winkelhuis                                                             |
| Herenhuis                                                              |                       |                       | Zottegem                   | Hoogstraat 26                                                   | 50° 52' 7" NB, 3° 48' 35" OL  | 9622    | Herenhuis                                                              |
| Winkelhuis                                                             | stadsgezicht          |                       | Zottegem                   | Hoogstraat 39                                                   | 50° 52' 8" NB, 3° 48' 34" OL  | 9623    | Winkelhuis                                                             |
| Winkelhuis                                                             |                       |                       | Zottegem                   | Hoogstraat 49                                                   | 50° 52' 7" NB, 3° 48' 33" OL  | 9624    | Winkelhuis                                                             |
| Winkelhuis                                                             |                       |                       | Zottegem                   | Hoogstraat 61                                                   | 50° 52' 6" NB, 3° 48' 32" OL  | 9625    | Winkelhuis                                                             |
| Burgerhuis                                                             |                       |                       | Zottegem                   | Hoogstraat 71                                                   | 50° 52' 5" NB, 3° 48' 31" OL  | 9627    | Burgerhuis                                                             |
| Brouwerij De Toekomst                                                  |                       |                       | Zottegem                   | Hoogstraat 74                                                   | 50° 52' 4" NB, 3° 48' 32" OL  | 9628    | Brouwerij De Toekomst                                                  |
| Brouwerij Gebroeders Crombé                                            | stadsgezicht          |                       | Zottegem                   | Hospitaalstraat 10                                              | 50° 52' 12" NB, 3° 48' 43" OL | 9629    | Brouwerij Gebroeders Crombé                                            |
| Overblijfsel van hospitaal                                             | Monument              |                       | Zottegem                   | Hospitaalstraat 12                                              | 50° 52' 12" NB, 3° 48' 44" OL | 9630    | Overblijfsel van hospitaal                                             |
| Burgerhuis                                                             |                       |                       | Zottegem                   | Hospitaalstraat 30                                              | 50° 52' 13" NB, 3° 48' 47" OL | 9631    | Burgerhuis                                                             |
| Herenhuis                                                              |                       |                       | Zottegem                   | Hospitaalstraat 83                                              | 50° 52' 12" NB, 3° 48' 49" OL | 9632    | Herenhuis                                                              |
| Burgerhuis                                                             |                       |                       | Zottegem                   | Kapellestraat 37                                                | 50° 52' 17" NB, 3° 48' 50" OL | 9633    | Burgerhuis                                                             |
| Gesticht Onze-Lieve-Vrouw van Deinsbeke                                | stadsgezicht          |                       | Zottegem                   | Kasteelstraat 55                                                | 50° 52' 15" NB, 3° 48' 31" OL | 9635    | Gesticht Onze-Lieve-Vrouw van Deinsbeke                                |
| Pastorie Onze-Lieve-Vrouw Hemelvaartparochie                           | Monument              |                       | Zottegem                   | Kasteelstraat 18                                                | 50° 52' 10" NB, 3° 48' 30" OL | 9636    | Pastorie Onze-Lieve-Vrouw Hemelvaartparochie                           |
| Onze-Lieve-Vrouwekapel                                                 |                       | Jean-Baptiste Bethune | Zottegem                   | Kasteelstraat 30                                                | 50° 52' 12" NB, 3° 48' 29" OL | 9638    | Onze-Lieve-Vrouwekapel                                                 |
| Burgerhuis                                                             | stadsgezicht          |                       | Zottegem                   | Kasteelstraat 35                                                | 50° 52' 12" NB, 3° 48' 31" OL | 9639    | Burgerhuis                                                             |
| Rij arbeidershuizen                                                    |                       |                       | Zottegem                   | Kasteelstraat 73-85                                             | 50° 52' 19" NB, 3° 48' 29" OL | 9641    | Rij arbeidershuizen                                                    |
| Rij arbeidershuizen                                                    |                       |                       | Zottegem                   | Kasteelstraat 90-100                                            | 50° 52' 19" NB, 3° 48' 28" OL | 9642    | Rij arbeidershuizen                                                    |
| Burgerhuis                                                             |                       |                       | Zottegem                   | Kazernstraat 11                                                 | 50° 52' 6" NB, 3° 48' 48" OL  | 9643    | Burgerhuis                                                             |
| Burgerhuis                                                             |                       |                       | Zottegem                   | Kazernstraat 27-29                                              | 50° 52' 5" NB, 3° 48' 46" OL  | 9645    | Burgerhuis                                                             |
| Herenhuis                                                              |                       |                       | Zottegem                   | Kleine Nieuwstraat 1-3                                          | 50° 52' 4" NB, 3° 48' 47" OL  | 9646    | Herenhuis                                                              |
| Hoekpand                                                               |                       |                       | Zottegem                   | Van Aelbrouckstraat 15                                          | 50° 52' 4" NB, 3° 48' 49" OL  | 9648    | Hoekpand                                                               |
| Stadswoning                                                            |                       |                       | Zottegem                   | Laurens De Metsstraat 21                                        | 50° 52' 18" NB, 3° 48' 42" OL | 9649    | Stadswoning                                                            |
| Stadswoning                                                            | stadsgezicht          |                       | Zottegem                   | Laurens De Metsstraat 45                                        | 50° 52' 18" NB, 3° 48' 47" OL | 9650    | Stadswoning                                                            |
| Burgerhuis                                                             | stadsgezicht          |                       | Zottegem                   | Laurens De Metsstraat 47                                        | 50° 52' 18" NB, 3° 48' 48" OL | 9651    | Burgerhuis                                                             |
| Stadswoning                                                            | Monument              |                       | Zottegem                   | Laurens De Metsstraat 49                                        | 50° 52' 18" NB, 3° 48' 49" OL | 9652    | Stadswoning                                                            |
| Hoekhuis gedateerd 1913                                                | Monument              |                       | Zottegem                   | Laurens De Metsstraat 51                                        | 50° 52' 18" NB, 3° 48' 49" OL | 9653    | Hoekhuis gedateerd 1913                                                |
| Burgerhuis                                                             | stadsgezicht          |                       | Zottegem                   | Laurens De Metsstraat 55                                        | 50° 52' 18" NB, 3° 48' 50" OL | 9654    | Burgerhuis                                                             |
| Brouwerij De Klok                                                      | Monument              |                       | Zottegem                   | Laurens De Metsstraat 72                                        | 50° 52' 19" NB, 3° 48' 52" OL | 9655    | Brouwerij De Klok                                                      |
| Herenhuis Léonce Roels                                                 |                       |                       | Zottegem                   | Léonce Roelsstraat 7                                            | 50° 51' 56" NB, 3° 48' 46" OL | 9656    | Herenhuis Léonce Roels                                                 |
| Burgerhuis                                                             |                       |                       | Zottegem                   | Léonce Roelsstraat 11                                           | 50° 51' 55" NB, 3° 48' 46" OL | 9658    | Burgerhuis                                                             |
| Twee stadswoningen                                                     |                       |                       | Zottegem                   | Léonce Roelsstraat 24-26                                        | 50° 51' 56" NB, 3° 48' 48" OL | 9659    | Twee stadswoningen                                                     |
| Burgerhuis                                                             |                       |                       | Zottegem                   | Sint-Annastraat 49                                              | 50° 51' 59" NB, 3° 48' 47" OL | 9660    | Burgerhuis                                                             |
| Parochiekerk Onze-Lieve-Vrouw-Hemelvaart                               | Monument              |                       | Zottegem                   | Markt                                                           | 50° 52' 9" NB, 3° 48' 39" OL  | 9661    | Parochiekerk Onze-Lieve-Vrouw-Hemelvaart                               |
| Stadhuis Zottegem                                                      | Monument              |                       | Zottegem                   | Markt 1                                                         | 50° 52' 11" NB, 3° 48' 38" OL | 9662    | Stadhuis Zottegem                                                      |
| Huis De Katholieke Kring ("Dekenij" in rococostijl)                    | Monument              |                       | Zottegem                   | Markt 4                                                         | 50° 52' 12" NB, 3° 48' 40" OL | 9663    | Huis De Katholieke Kring ("Dekenij" in rococostijl)                    |
| Sint-Jorishof                                                          | stadsgezicht          |                       | Zottegem                   | Hospitaalstraat 2                                               | 50° 52' 11" NB, 3° 48' 41" OL | 9664    | Sint-Jorishof                                                          |
| Burgerhuis                                                             |                       |                       | Zottegem                   | Markt 7                                                         | 50° 52' 11" NB, 3° 48' 41" OL | 9665    | Burgerhuis                                                             |
| Volkshuis                                                              | stadsgezicht          |                       | Zottegem                   | Markt 8                                                         | 50° 52' 11" NB, 3° 48' 42" OL | 9666    | Volkshuis                                                              |
| Hoekhuis                                                               | stadsgezicht          |                       | Zottegem                   | Markt 12                                                        | 50° 52' 10" NB, 3° 48' 42" OL | 9668    | Hoekhuis                                                               |
| Hoekhuis                                                               |                       |                       | Zottegem                   | Markt 13                                                        | 50° 52' 9" NB, 3° 48' 41" OL  | 9669    | Hoekhuis                                                               |
| Stadswoning                                                            | stadsgezicht          |                       | Zottegem                   | Markt 17                                                        | 50° 52' 9" NB, 3° 48' 38" OL  | 9671    | Stadswoning                                                            |
| Stadswoning                                                            | stadsgezicht          |                       | Zottegem                   | Markt 19                                                        | 50° 52' 10" NB, 3° 48' 37" OL | 9672    | Stadswoning                                                            |
| Eclectisch burgerhuis                                                  |                       |                       | Zottegem                   | Meerlaan 38                                                     | 50° 51' 58" NB, 3° 48' 37" OL | 9674    | Eclectisch burgerhuis                                                  |
| Winkelhuis                                                             |                       |                       | Zottegem                   | Molenstraat 20                                                  | 50° 52' 1" NB, 3° 48' 36" OL  | 9675    | Winkelhuis                                                             |
| Eclectisch herenhuis                                                   | stadsgezicht          |                       | Zottegem                   | Molenstraat 21                                                  | 50° 52' 4" NB, 3° 48' 36" OL  | 9676    | Eclectisch herenhuis                                                   |
| Stadswoning                                                            |                       |                       | Zottegem                   | Molenstraat 22                                                  | 50° 52' 1" NB, 3° 48' 36" OL  | 9677    | Stadswoning                                                            |
| Herenhuis                                                              |                       |                       | Zottegem                   | Molenstraat 24                                                  | 50° 52' 0" NB, 3° 48' 35" OL  | 9678    | Herenhuis                                                              |
| Brouwerij                                                              |                       |                       | Zottegem                   | Nieuwstraat 33                                                  | 50° 52' 5" NB, 3° 48' 43" OL  | 9680    | Brouwerij                                                              |
| Stadswoning                                                            |                       |                       | Zottegem                   | Nieuwstraat 34                                                  | 50° 52' 7" NB, 3° 48' 44" OL  | 9681    | Stadswoning                                                            |
| Herenhuis                                                              | stadsgezicht          |                       | Zottegem                   | Nieuwstraat 40                                                  | 50° 52' 6" NB, 3° 48' 46" OL  | 9682    | Herenhuis                                                              |
| Burgerhuis                                                             |                       |                       | Zottegem                   | Sint-Annastraat 14                                              | 50° 52' 2" NB, 3° 48' 44" OL  | 9683    | Burgerhuis                                                             |
| Twee burgerhuizen                                                      |                       |                       | Zottegem                   | Sint-Annastraat 19-21                                           | 50° 52' 1" NB, 3° 48' 44" OL  | 9684    | Twee burgerhuizen                                                      |
| Burgerhuis                                                             |                       |                       | Zottegem                   | Sint-Annastraat 29-31                                           | 50° 52' 0" NB, 3° 48' 45" OL  | 9685    | Burgerhuis                                                             |
| Hoekhuis                                                               |                       |                       | Zottegem                   | Stationsplein 1, 2                                              | 50° 52' 7" NB, 3° 48' 49" OL  | 9687    | Hoekhuis                                                               |
| Twee stadswoningen                                                     |                       |                       | Zottegem                   | Stationsplein 4, 5                                              | 50° 52' 8" NB, 3° 48' 49" OL  | 9688    | Twee stadswoningen                                                     |
| Hoekhuis met winkelpui                                                 | stadsgezicht          |                       | Zottegem                   | Stationsplein 6                                                 | 50° 52' 8" NB, 3° 48' 49" OL  | 9689    | Hoekhuis met winkelpui                                                 |
| Gasthof De Zwaan                                                       | stadsgezicht          |                       | Zottegem                   | Stationsplein 11                                                | 50° 52' 10" NB, 3° 48' 50" OL | 9690    | Gasthof De Zwaan                                                       |
| Burgerhuis                                                             |                       |                       | Zottegem                   | Stationsstraat 11-13                                            | 50° 52' 9" NB, 3° 48' 44" OL  | 9691    | Burgerhuis                                                             |
| Stadswoning                                                            |                       |                       | Zottegem                   | Stationsstraat 20                                               | 50° 52' 10" NB, 3° 48' 44" OL | 9693    | Stadswoning                                                            |
| Stadswoning                                                            |                       |                       | Zottegem                   | Stationsstraat 31-33                                            | 50° 52' 8" NB, 3° 48' 47" OL  | 9694    | Stadswoning                                                            |
| Winkelhuis                                                             |                       |                       | Zottegem                   | Stationsstraat 43                                               | 50° 52' 7" NB, 3° 48' 48" OL  | 9695    | Winkelhuis                                                             |
| Winkelhuis                                                             | stadsgezicht          |                       | Zottegem                   | Stationsstraat 45                                               | 50° 52' 8" NB, 3° 48' 49" OL  | 9696    | Winkelhuis                                                             |
| Winkelhuis                                                             | stadsgezicht          |                       | Zottegem                   | Stationsstraat 48                                               | 50° 52' 9" NB, 3° 48' 49" OL  | 9697    | Winkelhuis                                                             |
| Pâtisserie de la Gare                                                  |                       |                       | Zottegem                   | Stationsstraat 50                                               | 50° 52' 9" NB, 3° 48' 49" OL  | 9698    | Pâtisserie de la Gare                                                  |
| Geheel van twee stadswoningen                                          |                       |                       | Zottegem                   | Trapstraat 17-19                                                | 50° 52' 6" NB, 3° 48' 38" OL  | 9699    | Geheel van twee stadswoningen                                          |
| Stadswoning                                                            |                       |                       | Zottegem                   | Trapstraat 21A, 21B                                             | 50° 52' 5" NB, 3° 48' 38" OL  | 9700    | Stadswoning                                                            |
| Burgerhuis                                                             |                       |                       | Zottegem                   | Trapstraat 43                                                   | 50° 52' 3" NB, 3° 48' 40" OL  | 9701    | Burgerhuis                                                             |
| Stadswoning                                                            |                       |                       | Zottegem                   | Van Aelbrouckstraat 9                                           | 50° 52' 5" NB, 3° 48' 49" OL  | 9702    | Stadswoning                                                            |
| Stadswoning                                                            |                       |                       | Zottegem                   | Zavel 7 Trapstraat                                              | 50° 52' 8" NB, 3° 48' 38" OL  | 9703    | Stadswoning                                                            |
| Stadswoning                                                            |                       |                       | Zottegem                   | Zavel 9                                                         | 50° 52' 8" NB, 3° 48' 38" OL  | 9704    | Stadswoning                                                            |
| Parochiekerk Onze-Lieve-Vrouw-Geboorte en Sint-Jozef                   | orgel dorpsgezicht    |                       | Elene                      | Baron Idès della Failleplein                                    | 50° 53' 21" NB, 3° 48' 32" OL | 9705    | Parochiekerk Onze-Lieve-Vrouw-Geboorte en Sint-Jozef                   |
| Dorpwoning                                                             |                       |                       | Elene                      | Baron Idès della Failleplein 2                                  | 50° 53' 21" NB, 3° 48' 33" OL | 9706    | Dorpwoning                                                             |
| Stadswoning en winkelhuis                                              | dorpsgezicht          |                       | Elene                      | Baron Idès della Failleplein 9-11                               | 50° 53' 23" NB, 3° 48' 33" OL | 9707    | Stadswoning en winkelhuis                                              |
| Geheel van stadswoning en winkelhuis                                   |                       |                       | Elene                      | Baron Idès della Failleplein 15-17                              | 50° 53' 23" NB, 3° 48' 32" OL | 9708    | Geheel van stadswoning en winkelhuis                                   |
| Stenen windmolen                                                       | Monument              |                       | Elene                      | Holleweg                                                        | 50° 53' 19" NB, 3° 48' 46" OL | 9709    | Stenen windmolen                                                       |
| Watermolen op de Molenbeek en molenaarshuis                            |                       |                       | Elene                      | Leopold III-straat                                              | 50° 53' 20" NB, 3° 48' 38" OL | 9710    | Watermolen op de Molenbeek en molenaarshuis                            |
| Grafkapel familie della Faille                                         | Monument              |                       | Elene                      | Molenbeekstraat                                                 | 50° 53' 20" NB, 3° 48' 34" OL | 9711    | Grafkapel familie della Faille                                         |
| Gesloten hoeve                                                         |                       |                       | Elene                      | Nieuwegestraat 70                                               | 50° 53' 51" NB, 3° 49' 30" OL | 9712    | Gesloten hoeve                                                         |
| Gesloten hoeve                                                         |                       |                       | Elene                      | Rijkbos 46                                                      | 50° 53' 10" NB, 3° 48' 54" OL | 9713    | Gesloten hoeve                                                         |
| Boerenwoning                                                           |                       |                       | Elene                      | Rijkbos 31                                                      | 50° 53' 9" NB, 3° 48' 50" OL  | 9714    | Boerenwoning                                                           |
| Boerenwoning                                                           |                       |                       | Elene                      | Rijkbos 51                                                      | 50° 53' 7" NB, 3° 48' 57" OL  | 9715    | Boerenwoning                                                           |
| Hoeve in L-vorm                                                        |                       |                       | Erwetegem                  | De Vlamme 14                                                    | 50° 51' 12" NB, 3° 48' 13" OL | 9717    | Hoeve in L-vorm                                                        |
| Boerenarbeiderswoning                                                  |                       |                       | Erwetegem                  | Engelstraat 1                                                   | 50° 50' 45" NB, 3° 48' 53" OL | 9718    | Boerenarbeiderswoning                                                  |
| Gesloten hoeve                                                         |                       |                       | Erwetegem                  | Engelstraat 23                                                  | 50° 50' 37" NB, 3° 48' 51" OL | 9719    | Gesloten hoeve                                                         |
| Pastorie met dienstgebouw                                              |                       |                       | Erwetegem                  | Erwetegemstraat 68                                              | 50° 51' 21" NB, 3° 48' 51" OL | 9721    | Pastorie met dienstgebouw                                              |
| Rijhuis                                                                |                       |                       | Erwetegem                  | Kattenberg 4                                                    | 50° 51' 16" NB, 3° 48' 52" OL | 9725    | Rijhuis                                                                |
| Herenhuis en langsschuur                                               |                       |                       | Erwetegem                  | Klemhoutstraat 53                                               | 50° 50' 15" NB, 3° 49' 14" OL | 9727    | Herenhuis en langsschuur                                               |
| Gesloten hoeve                                                         |                       |                       | Erwetegem                  | Klemhoutstraat 151                                              | 50° 49' 43" NB, 3° 49' 36" OL | 9728    | Gesloten hoeve                                                         |
| Kapel                                                                  |                       |                       | Erwetegem                  | Wijnhuizestraat                                                 | 50° 50' 51" NB, 3° 49' 49" OL | 9729    | Kapel                                                                  |
| Hoeve met losse bestanddelen                                           |                       |                       | Erwetegem                  | Kronegem 9                                                      | 50° 51' 22" NB, 3° 48' 25" OL | 9731    | Hoeve met losse bestanddelen                                           |
| Boerenarbeidershuis                                                    |                       |                       | Erwetegem                  | Nelekouter 18                                                   | 50° 51' 18" NB, 3° 48' 46" OL | 9733    | Boerenarbeidershuis                                                    |
| Hoeve in U-vorm                                                        |                       |                       | Erwetegem                  | Ragestraat 1                                                    | 50° 51' 7" NB, 3° 48' 43" OL  | 9734    | Hoeve in U-vorm                                                        |
| Gesloten hoeve                                                         |                       |                       | Erwetegem                  | Ragestraat 67                                                   | 50° 50' 55" NB, 3° 49' 6" OL  | 9736    | Gesloten hoeve                                                         |
| Parochiekerk Sint-Pieters-Banden                                       | orgel                 |                       | Erwetegem                  | Sint-Pietersplein 2                                             | 50° 51' 19" NB, 3° 48' 52" OL | 9737    | Parochiekerk Sint-Pieters-Banden                                       |
| Neogotisch schoolgebouw                                                |                       |                       | Erwetegem                  | Smissenhoek 103                                                 | 50° 50' 36" NB, 3° 49' 13" OL | 9741    | Neogotisch schoolgebouw                                                |
| Klompenmakerij                                                         |                       |                       | Erwetegem                  | Smissenhoek 124                                                 | 50° 50' 31" NB, 3° 49' 12" OL | 9742    | Klompenmakerij                                                         |
| Spoorwachtershuis                                                      |                       |                       | Erwetegem                  | Korte Hage 1                                                    | 50° 50' 34" NB, 3° 49' 5" OL  | 9743    | Spoorwachtershuis                                                      |
| Gesloten hoeve met pijlerkapel                                         |                       |                       | Erwetegem                  | Potaardestraat 1                                                |                               | 215903  | Gesloten hoeve met pijlerkapel                                         |
| Hoeve in U-vorm                                                        |                       |                       | Erwetegem                  | Ten Ede 114                                                     | 50° 50' 16" NB, 3° 48' 37" OL | 9744    | Hoeve in U-vorm                                                        |
| Boerenwoning                                                           |                       |                       | Erwetegem                  | Vierwegenstraat 10                                              | 50° 50' 52" NB, 3° 48' 16" OL | 9745    | Boerenwoning                                                           |
| Boerenwoning gedateerd 176(8)                                          |                       |                       | Erwetegem                  | Vlaanderenstraat 3                                              | 50° 51' 23" NB, 3° 48' 43" OL | 9746    | Boerenwoning gedateerd 176(8)                                          |
| Hoeve in U-vorm                                                        |                       |                       | Erwetegem                  | Wijnhuizestraat 91                                              | 50° 50' 44" NB, 3° 50' 12" OL | 9748    | Hoeve in U-vorm                                                        |
| Gesloten hoeve                                                         |                       |                       | Erwetegem                  | Wijnhuizestraat 165                                             | 50° 51' 10" NB, 3° 51' 4" OL  | 9751    | Gesloten hoeve                                                         |
| Hoeve in L-vorm                                                        |                       |                       | Godveerdegem               | Korenbloemstraat 2                                              | 50° 51' 27" NB, 3° 49' 53" OL | 9753    | Hoeve in L-vorm                                                        |
| Twee semi-gesloten hoeven                                              |                       |                       | Godveerdegem               | Langestraat 32, 64                                              |                               | 9754    | Twee semi-gesloten hoeven                                              |
| Kapel Onze-Lieve-Vrouw van Bijstand                                    |                       |                       | Godveerdegem               | Leliestraat                                                     | 50° 51' 43" NB, 3° 49' 26" OL | 9756    | Kapel Onze-Lieve-Vrouw van Bijstand                                    |
| Parochiekerk Sint-Paulus-Bekering                                      | Monument              |                       | Godveerdegem               | Sint-Paulusplein 2                                              | 50° 51' 33" NB, 3° 49' 15" OL | 9759    | Parochiekerk Sint-Paulus-Bekering                                      |
| Pastorie Sint-Paulus-Bekering                                          | Monument              |                       | Godveerdegem               | Tweekerkenstraat 67                                             | 50° 51' 32" NB, 3° 49' 19" OL | 9761    | Pastorie Sint-Paulus-Bekering                                          |
| Gesloten hoeve                                                         | dorpsgezicht          |                       | Godveerdegem               | Tweekerkenstraat 79                                             | 50° 51' 36" NB, 3° 49' 21" OL | 9762    | Gesloten hoeve                                                         |
| Hoeve in U-vorm                                                        | dorpsgezicht          |                       | Grotenberge                | Ter Goten 1                                                     | 50° 52' 24" NB, 3° 51' 34" OL | 9763    | Hoeve in U-vorm                                                        |
| Gesloten hoeve                                                         |                       |                       | Grotenberge                | Gentse Steenweg 95                                              | 50° 52' 11" NB, 3° 50' 18" OL | 9767    | Gesloten hoeve                                                         |
| Afspanning De Posterij                                                 | dorpsgezicht          |                       | Grotenberge                | Gentse Steenweg 97                                              | 50° 52' 12" NB, 3° 50' 16" OL | 9768    | Afspanning De Posterij                                                 |
| Semi-gesloten hoeve                                                    |                       |                       | Grotenberge                | Gentse Steenweg 125                                             | 50° 52' 21" NB, 3° 50' 10" OL | 9769    | Semi-gesloten hoeve                                                    |
| Hoeve met losse bestanddelen                                           |                       |                       | Grotenberge                | Gentse Steenweg 139                                             | 50° 52' 25" NB, 3° 50' 5" OL  | 9771    | Hoeve met losse bestanddelen                                           |
| Pastorie                                                               | Monument              |                       | Grotenberge                | Grotenbergestraat 162                                           | 50° 52' 27" NB, 3° 49' 39" OL | 9773    | Pastorie                                                               |
| Parochiekerk Sint-Pieters-Banden en Sint-Berlindis                     | Monument orgel        |                       | Grotenberge                | Grotstraat                                                      | 50° 52' 21" NB, 3° 49' 58" OL | 9774    | Parochiekerk Sint-Pieters-Banden en Sint-Berlindis                     |
| Molenhof                                                               |                       |                       | Grotenberge                | Stenenmolen 17                                                  | 50° 52' 25" NB, 3° 50' 41" OL | 9778    | Molenhof                                                               |
| Hoeve in U-vorm                                                        |                       |                       | Grotenberge                | Pardassenhoek 36                                                | 50° 52' 18" NB, 3° 51' 22" OL | 9779    | Hoeve in U-vorm                                                        |
| Kasteel Breivelde                                                      | landschap             |                       | Grotenberge                | Parkstraat 1                                                    | 50° 52' 19" NB, 3° 49' 51" OL | 9780    | Kasteel Breivelde                                                      |
| Hoeve Hof te Wassenhove                                                | dorpsgezicht          |                       | Grotenberge                | Hof te Wassenhove 1                                             | 50° 52' 52" NB, 3° 50' 37" OL | 9781    | Hoeve Hof te Wassenhove                                                |
| Kapel Onze-Lieve-Vrouw van Hal                                         |                       |                       | Leeuwergem                 | Bosstraat                                                       | 50° 53' 9" NB, 3° 49' 36" OL  | 9782    | Kapel Onze-Lieve-Vrouw van Hal                                         |
| Kasteeldomein van Leeuwergem                                           | Monument              |                       | Leeuwergem                 | Kasteel van Leeuwergem 1                                        | 50° 53' 27" NB, 3° 49' 13" OL | 9783    | Kasteeldomein van Leeuwergem                                           |
| Onze-Lieve-Vrouwekapel                                                 |                       |                       | Leeuwergem                 | Gentse Steenweg                                                 | 50° 53' 28" NB, 3° 49' 50" OL | 9784    | Onze-Lieve-Vrouwekapel                                                 |
| Langgestrekte hoeve                                                    |                       |                       | Leeuwergem                 | Gentse Steenweg 294                                             | 50° 53' 13" NB, 3° 49' 48" OL | 9785    | Langgestrekte hoeve                                                    |
| Burgerhuis                                                             |                       |                       | Leeuwergem                 | Gentse Steenweg 295                                             | 50° 53' 13" NB, 3° 49' 51" OL | 9786    | Burgerhuis                                                             |
| Burgerhuis                                                             |                       |                       | Leeuwergem                 | Gentse Steenweg 303                                             | 50° 53' 16" NB, 3° 49' 51" OL | 9787    | Burgerhuis                                                             |
| Boerenburgerhuis                                                       |                       |                       | Leeuwergem                 | Gentse Steenweg 323                                             | 50° 53' 24" NB, 3° 49' 53" OL | 9788    | Boerenburgerhuis                                                       |
| Sint-Amanduskapel                                                      |                       |                       | Leeuwergem                 | Leeuwergemstraat                                                | 50° 53' 20" NB, 3° 50' 5" OL  | 9789    | Sint-Amanduskapel                                                      |
| Parochiekerk Sint-Amandus met omringend kerkhof                        | Monument (koor) orgel |                       | Leeuwergem                 | Sint-Eligiusplein                                               | 50° 53' 17" NB, 3° 49' 48" OL | 9790    | Parochiekerk Sint-Amandus met omringend kerkhof                        |
| Herenhuis                                                              | Monument              |                       | Leeuwergem                 | Sint-Eligiusplein 1                                             | 50° 53' 17" NB, 3° 49' 46" OL | 9791    | Herenhuis                                                              |
| Pastorie                                                               | Monument              |                       | Leeuwergem                 | Sint-Eligiusplein 3                                             | 50° 53' 15" NB, 3° 49' 48" OL | 9792    | Pastorie                                                               |
| Twee hoeven                                                            |                       |                       | Oombergen                  | Kottemstraat 1, 3                                               | 50° 54' 14" NB, 3° 50' 30" OL | 9793    | Twee hoeven                                                            |
| Parochiekerk Sint-Martinus                                             | Monument              |                       | Oombergen                  | Oombergenstraat                                                 | 50° 53' 56" NB, 3° 50' 15" OL | 9797    | Parochiekerk Sint-Martinus                                             |
| Pastorie met pastorietuin                                              | Monument              |                       | Oombergen                  | Oombergenstraat 37                                              | 50° 53' 59" NB, 3° 50' 15" OL | 9798    | Pastorie met pastorietuin                                              |
| Gemeentehuis van Oombergen                                             |                       |                       | Oombergen                  | Oombergenstraat 39                                              | 50° 54' 0" NB, 3° 50' 15" OL  | 9799    | Gemeentehuis van Oombergen                                             |
| Kasteelhoeve Molenhof                                                  |                       |                       | Oombergen                  | Oombergenstraat 23                                              | 50° 53' 54" NB, 3° 50' 18" OL | 9800    | Kasteelhoeve Molenhof                                                  |
| Gesloten hoeve                                                         |                       |                       | Oombergen                  | Astridstraat 11                                                 | 50° 53' 59" NB, 3° 49' 47" OL | 9801    | Gesloten hoeve                                                         |
| Gesloten hoeve                                                         |                       |                       | Oombergen                  | Astridstraat 54                                                 | 50° 54' 11" NB, 3° 49' 57" OL | 9803    | Gesloten hoeve                                                         |
| Hoeve in U-vorm                                                        |                       |                       | Sint-Goriks-Oudenhove      | Langendries 4                                                   | 50° 50' 40" NB, 3° 46' 53" OL | 9804    | Hoeve in U-vorm                                                        |
| Gesloten hoeve                                                         |                       |                       | Sint-Goriks-Oudenhove      | Langendries 6                                                   | 50° 50' 44" NB, 3° 46' 52" OL | 9805    | Gesloten hoeve                                                         |
| Gesloten hoeve                                                         |                       |                       | Sint-Goriks-Oudenhove      | Langendries 66                                                  | 50° 50' 41" NB, 3° 45' 50" OL | 9806    | Gesloten hoeve                                                         |
| Parochiekerk Sint-Goriks                                               | Monument              |                       | Sint-Goriks-Oudenhove      | Kruiswaterplein                                                 | 50° 51' 10" NB, 3° 47' 11" OL | 9807    | Parochiekerk Sint-Goriks                                               |
| Hoeve met losse bestanddelen                                           |                       |                       | Sint-Goriks-Oudenhove      | Ruiterstraat 2                                                  | 50° 51' 15" NB, 3° 47' 7" OL  | 9808    | Hoeve met losse bestanddelen                                           |
| Ruime gesloten hoeve                                                   | dorpsgezicht          |                       | Sint-Goriks-Oudenhove      | Sint-Goriksstraat 2                                             | 50° 51' 7" NB, 3° 47' 12" OL  | 9809    | Ruime gesloten hoeve                                                   |
| Pastorie Sint-Goriksparochie                                           | dorpsgezicht          |                       | Sint-Goriks-Oudenhove      | Sint-Goriksstraat 4                                             | 50° 51' 6" NB, 3° 47' 13" OL  | 9810    | Pastorie Sint-Goriksparochie                                           |
| Melkerij                                                               |                       |                       | Sint-Goriks-Oudenhove      | Ten Bosse                                                       | 50° 51' 9" NB, 3° 47' 18" OL  | 9812    | Melkerij                                                               |
| Gesloten hoeve                                                         | dorpsgezicht          |                       | Sint-Goriks-Oudenhove      | Kruiswaterplein 16                                              | 50° 51' 11" NB, 3° 47' 14" OL | 9813    | Gesloten hoeve                                                         |
| Gesloten hoeve                                                         |                       |                       | Sint-Goriks-Oudenhove      | Ten Bosse 114                                                   | 50° 50' 45" NB, 3° 47' 37" OL | 9814    | Gesloten hoeve                                                         |
| Schuur                                                                 |                       |                       | Sint-Goriks-Oudenhove      | Traveins 20                                                     | 50° 51' 34" NB, 3° 47' 41" OL | 9815    | Upload foto                                                            |
| Hoeve Wolvenhof                                                        |                       |                       | Sint-Goriks-Oudenhove      | Wolvenhoek 3                                                    | 50° 51' 34" NB, 3° 47' 41" OL | 9815    | Hoeve Wolvenhof                                                        |
| Boerenburgerhuis                                                       |                       |                       | Sint-Maria-Oudenhove       | Sint-Hubertusplein 20                                           | 50° 50' 2" NB, 3° 47' 46" OL  | 9816    | Boerenburgerhuis                                                       |
| Parochiekerk Onze-Lieve-Vrouw-ten-Hemelopneming                        | Monument              |                       | Sint-Maria-Oudenhove       | Sint-Hubertusplein                                              | 50° 50' 6" NB, 3° 47' 44" OL  | 9818    | Parochiekerk Onze-Lieve-Vrouw-ten-Hemelopneming                        |
| Kapel Sint-Antonius-van-Padua                                          |                       |                       | Strijpen                   | Knutsegemstraat                                                 | 50° 52' 24" NB, 3° 46' 14" OL | 9821    | Kapel Sint-Antonius-van-Padua                                          |
| Dorpswoning                                                            |                       |                       | Strijpen                   | Ledebergstraat 43                                               | 50° 52' 3" NB, 3° 48' 23" OL  | 9822    | Dorpswoning                                                            |
| Gesloten hoeve met watermolen                                          | Monument              |                       | Strijpen                   | Molenhoek 14                                                    | 50° 51' 57" NB, 3° 47' 13" OL | 9825    | Gesloten hoeve met watermolen                                          |
| IJsfabriek, fruit- en koelruimten De Looze                             |                       |                       | Strijpen                   | Molenhoek 15                                                    | 50° 51' 54" NB, 3° 47' 4" OL  | 9826    | IJsfabriek, fruit- en koelruimten De Looze                             |
| Gesloten hoeve                                                         |                       |                       | Strijpen                   | Rijkestraat 33                                                  | 50° 52' 2" NB, 3° 46' 48" OL  | 9827    | Gesloten hoeve                                                         |
| Gesloten hoeve                                                         |                       |                       | Strijpen                   | Rijkestraat 51                                                  | 50° 51' 59" NB, 3° 46' 37" OL | 9828    | Gesloten hoeve                                                         |
| Gesloten hoeve                                                         |                       |                       | Strijpen                   | Rijkestraat 67                                                  | 50° 51' 55" NB, 3° 46' 16" OL | 9829    | Gesloten hoeve                                                         |
| Sint-Andrieskapel                                                      | Monument              |                       | Strijpen                   | Sint-Andriessteenweg                                            | 50° 52' 2" NB, 3° 47' 58" OL  | 9831    | Sint-Andrieskapel                                                      |
| Gemeenteschool gedateerd 1870                                          |                       |                       | Strijpen                   | Sint-Andriessteenweg 163                                        | 50° 52' 6" NB, 3° 47' 28" OL  | 9832    | Gemeenteschool gedateerd 1870                                          |
| Parochiekerk Sint-Andries                                              | Monument              | Jules Goethals        | Strijpen                   | Strijpenplein                                                   | 50° 52' 5" NB, 3° 47' 15" OL  | 9833    | Parochiekerk Sint-Andries                                              |
| Pastorie                                                               | dorpsgezicht          |                       | Strijpen                   | Strijpenplein 2                                                 | 50° 52' 4" NB, 3° 47' 20" OL  | 9834    | Pastorie                                                               |
| Hoeve Hof van Oranje                                                   | Monument              |                       | Velzeke-Ruddershove        | Balegemstraat 2                                                 | 50° 53' 49" NB, 3° 48' 14" OL | 9835    | Hoeve Hof van Oranje                                                   |
| Watermolen en gesloten hoeve                                           | Monument              |                       | Velzeke-Ruddershove        | Beugelstraat 94                                                 | 50° 52' 47" NB, 3° 46' 50" OL | 9836    | Watermolen en gesloten hoeve                                           |
| Boerenarbeidershuizen                                                  | dorpsgezicht          |                       | Velzeke-Ruddershove        | Gehuchte 9-17                                                   | 50° 52' 55" NB, 3° 47' 5" OL  | 9840    | Boerenarbeidershuizen                                                  |
| Winkelhuis                                                             | dorpsgezicht          |                       | Velzeke-Ruddershove        | Korte Munte 4-6                                                 | 50° 52' 59" NB, 3° 46' 58" OL | 9842    | Winkelhuis                                                             |
| Gesloten hoeve                                                         | dorpsgezicht          |                       | Velzeke-Ruddershove        | Korte Munte 5                                                   | 50° 52' 57" NB, 3° 46' 59" OL | 9843    | Gesloten hoeve                                                         |
| Huizenblok met vier gelijke stadswoningen                              |                       |                       | Velzeke-Ruddershove        | Lippenhovestraat 82-88                                          | 50° 53' 9" NB, 3° 47' 50" OL  | 9844    | Huizenblok met vier gelijke stadswoningen                              |
| Hoeve                                                                  |                       |                       | Velzeke-Ruddershove        | Mulderslos 13                                                   | 50° 53' 4" NB, 3° 47' 52" OL  | 9846    | Hoeve                                                                  |
| Semi-gesloten hoeve                                                    |                       |                       | Velzeke-Ruddershove        | Mulderslos 19                                                   | 50° 53' 3" NB, 3° 47' 52" OL  | 9847    | Semi-gesloten hoeve                                                    |
| Gesloten hoeve                                                         | Monument              |                       | Velzeke-Ruddershove        | Munkbosstraat 8                                                 | 50° 54' 28" NB, 3° 46' 28" OL | 9849    | Gesloten hoeve                                                         |
| Gesloten hoeve                                                         | Monument              |                       | Velzeke-Ruddershove        | Munkbosstraat 10                                                | 50° 54' 29" NB, 3° 46' 27" OL | 9850    | Gesloten hoeve                                                         |
| Hoeve Schaliënhof                                                      | Monument              |                       | Velzeke-Ruddershove        | Paddestraat 26                                                  | 50° 52' 55" NB, 3° 46' 42" OL | 9852    | Hoeve Schaliënhof                                                      |
| Herenhuis uit 1884                                                     | dorpsgezicht          |                       | Velzeke-Ruddershove        | Paddestraat 28                                                  | 50° 52' 54" NB, 3° 46' 41" OL | 9853    | Herenhuis uit 1884                                                     |
| Semi-gesloten hoeve                                                    | dorpsgezicht          |                       | Velzeke-Ruddershove        | Paddestraat 15                                                  | 50° 52' 58" NB, 3° 46' 43" OL | 9854    | Semi-gesloten hoeve                                                    |
| Gesloten hoeve                                                         |                       |                       | Velzeke-Ruddershove        | Paddestraat 115                                                 | 50° 52' 42" NB, 3° 45' 57" OL | 9855    | Gesloten hoeve                                                         |
| Hof de Moriaan                                                         | Monument              |                       | Velzeke-Ruddershove        | Paddestraat 154                                                 | 50° 52' 21" NB, 3° 45' 26" OL | 9856    | Hof de Moriaan                                                         |
| Semi-gesloten hoeve                                                    |                       |                       | Velzeke-Ruddershove        | Pandelaarstraat 8                                               | 50° 53' 38" NB, 3° 47' 34" OL | 9857    | Semi-gesloten hoeve                                                    |
| Gesloten hoeve                                                         |                       |                       | Velzeke-Ruddershove        | Pandelaarstraat 17                                              | 50° 53' 41" NB, 3° 47' 33" OL | 9858    | Gesloten hoeve                                                         |
| Bejaardentehuis                                                        | dorpsgezicht          |                       | Velzeke-Ruddershove        | Penitentenlaan 1                                                | 50° 52' 57" NB, 3° 46' 51" OL | 9859    | Bejaardentehuis                                                        |
| Hoeve                                                                  | dorpsgezicht          |                       | Velzeke-Ruddershove        | Penitentenlaan 2-4                                              | 50° 52' 56" NB, 3° 46' 56" OL | 9860    | Hoeve                                                                  |
| Klooster van de Grauwe Zusters - Penitenten                            | Monument              |                       | Velzeke-Ruddershove        | Penitentenlaan 5-7                                              | 50° 52' 54" NB, 3° 46' 48" OL | 9861    | Klooster van de Grauwe Zusters - Penitenten                            |
| Gesloten hoeve                                                         | dorpsgezicht          |                       | Velzeke-Ruddershove        | Penitentenlaan 22                                               | 50° 52' 52" NB, 3° 46' 50" OL | 9862    | Gesloten hoeve                                                         |
| Hoeve Hof ter Linden                                                   | dorpsgezicht          |                       | Velzeke-Ruddershove        | Hof ter Linden 1                                                | 50° 53' 31" NB, 3° 46' 37" OL | 9863    | Hoeve Hof ter Linden                                                   |
| Pastorie met tuin                                                      | dorpsgezicht          |                       | Velzeke-Ruddershove        | Provinciebaan 245                                               | 50° 53' 12" NB, 3° 46' 57" OL | 9865    | Pastorie met tuin                                                      |
| Gemeenteschool                                                         |                       |                       | Velzeke-Ruddershove        | Provinciebaan 315                                               | 50° 53' 12" NB, 3° 46' 13" OL | 9866    | Gemeenteschool                                                         |
| Stadswoning                                                            | dorpsgezicht          |                       | Velzeke-Ruddershove        | Romeins Plein 7-9                                               | 50° 52' 60" NB, 3° 46' 56" OL | 9868    | Stadswoning                                                            |
| Ruddershoeve                                                           |                       |                       | Velzeke-Ruddershove        | Ruddershovestraat 1                                             | 50° 52' 60" NB, 3° 45' 38" OL | 9870    | Ruddershoeve                                                           |
| Boerenwoning                                                           |                       |                       | Velzeke-Ruddershove        | Schoolstraat 51                                                 | 50° 53' 47" NB, 3° 45' 50" OL | 9871    | Boerenwoning                                                           |
| Semi-gesloten hoeve                                                    | Monument              |                       | Velzeke-Ruddershove        | Schoolstraat 83                                                 | 50° 53' 59" NB, 3° 45' 56" OL | 9872    | Semi-gesloten hoeve                                                    |
| Parochiekerk Sint-Martinus                                             | Monument              |                       | Velzeke-Ruddershove        | Sint-Martinusplein                                              | 50° 52' 59" NB, 3° 47' 0" OL  | 9873    | Parochiekerk Sint-Martinus                                             |
| Gesloten hoeve Steenbekehoeve                                          |                       |                       | Velzeke-Ruddershove        | Steenbekestraat 13                                              | 50° 53' 56" NB, 3° 47' 18" OL | 9875    | Gesloten hoeve Steenbekehoeve                                          |
| Hoeve Verkeerd Hof                                                     |                       |                       | Velzeke-Ruddershove        | Duivelswilg 4                                                   | 50° 54' 18" NB, 3° 46' 52" OL | 9876    | Hoeve Verkeerd Hof                                                     |
| Burgerhuis                                                             |                       |                       | Zottegem                   | Musselystraat 9                                                 | 50° 52' 12" NB, 3° 48' 51" OL | 76610   | Burgerhuis                                                             |
| Hoeve Ferme de la sucrerie                                             | Monument              |                       | Velzeke-Ruddershove        | Munkbosstraat 12                                                | 50° 54' 42" NB, 3° 45' 49" OL | 83581   | Hoeve Ferme de la sucrerie                                             |
| Romp van korenwindmolen                                                |                       |                       | Oombergen                  | Nieuwpoortmolen 1                                               | 50° 53' 54" NB, 3° 50' 32" OL | 83589   | Romp van korenwindmolen                                                |
| Windmolen                                                              | dorpsgezicht          |                       | Grotenberge                | Stenenmolen                                                     | 50° 52' 26" NB, 3° 50' 38" OL | 83590   | Windmolen                                                              |
| Restanten oude toren                                                   | Monument              |                       | Strijpen                   | Bruggenhoek 15                                                  |                               | 200728  | Upload foto                                                            |
| Villa Cantaert                                                         | Monument              |                       | Strijpen                   | Bruggenhoek 1                                                   | 50° 52' 26" NB, 3° 48' 39" OL | 200729  | Villa Cantaert                                                         |
| Kasseiweg Lippenhovestraat, Baron De La Failleplein en Molenbeekstraat | Monument              |                       | Elene, Velzeke-Ruddershove | Baron Idès della Failleplein, Molenbeekstraat, Lippenhovestraat | 50° 53' 22" NB, 3° 48' 34" OL | 200745  | Kasseiweg Lippenhovestraat, Baron De La Failleplein en Molenbeekstraat |
| Smeedijzeren gaslantaarn met houder, Huis Sint-Jozef                   | Monument              |                       | Zottegem                   | Markt                                                           |                               | 200832  | Smeedijzeren gaslantaarn met houder, Huis Sint-Jozef                   |
| Kasseiweg Paddestraat                                                  | Monument              |                       | Velzeke-Ruddershove        | Paddestraat                                                     | 50° 52' 40" NB, 3° 45' 55" OL | 200870  | Kasseiweg Paddestraat                                                  |
| Archeologische site A in Velzeke                                       |                       |                       | Velzeke-Ruddershove        | Provinciebaan                                                   | 50° 52' 60" NB, 3° 46' 20" OL | 200904  | Archeologische site A in Velzeke                                       |
| Romeinse villa Steenbeke (Archeologische site B)                       |                       |                       | Velzeke-Ruddershove        | Steenbekestraat                                                 | 50° 53' 48" NB, 3° 47' 25" OL | 200905  | Romeinse villa Steenbeke (Archeologische site B)                       |
| Herenhuis met bijgebouwen en tuin                                      | Monument              |                       | Zottegem                   | Laurens De Metsstraat 64                                        | 50° 52' 19" NB, 3° 48' 48" OL | 200913  | Herenhuis met bijgebouwen en tuin                                      |
| Kasteelhoeve 'Leirenshof'                                              | dorpsgezicht          |                       | Strijpen                   | Leirensweg 2                                                    | 50° 52' 25" NB, 3° 48' 22" OL | 201031  | Kasteelhoeve 'Leirenshof'                                              |
| Onze-Lieve-Vrouw-van-Lourdesgrot                                       | Monument              |                       | Grotenberge                | Grotstraat                                                      |                               | 208919  | Onze-Lieve-Vrouw-van-Lourdesgrot                                       |
| Oorlogsmonument ontworpen door Jules Vits                              | Monument              |                       | Zottegem                   | Heldenlaan                                                      |                               | 212482  | Oorlogsmonument ontworpen door Jules Vits                              |
| Villa ontworpen door Gérald Hoge                                       |                       |                       | Strijpen                   | Bruggenhoek 44                                                  | 50° 52' 28" NB, 3° 48' 37" OL | 217080  | Villa ontworpen door Gérald Hoge                                       |
| Villa met omgeving                                                     | stadsgezicht          |                       | Zottegem                   | Zuidstraat 50-52                                                |                               | 302681  | Villa met omgeving                                                     |

### Bouwkundige gehelen
| Object                                | Erfgoedstatus? | Bouwjaar of architect | Deelgemeente          | Adres | Coördinaten | Nummer? | Afbeelding                            |
| ------------------------------------- | -------------- | --------------------- | --------------------- | --- | ----------- | ------- | ------------------------------------- |
| Dorpskern Sint-Goriks-Oudenhove       | Dorpsgezicht   |                       | Sint-Goriks-Oudenhove | Kruiswaterplein, Ten Bosse, Sint-Goriksstraat, Smisstraat, Traveins |             | 300927  | Dorpskern Sint-Goriks-Oudenhove       |
| Parochiekerk Sint-Andries en omgeving | Dorpsgezicht   |                       | Strijpen              | Strijpenplein, Molenhoek, Kerkhofstraat, Rijkestraat, Beugelstraat, Pastoriestraat |             | 300929  | Parochiekerk Sint-Andries en omgeving |
| Dorpskern Velzeke-Ruddershove         | Dorpsgezicht   |                       | Velzeke-Ruddershove   | Penitentenlaan, Romeins Plein, Korte Munte, Sint-Martinusplein, Julius Caesarweg, Kerklandstraat, Lippenhovestraat, Gehuchte, Beugelstraat, Kouterken, Knutsegemstraat, Paddestraat, Herenput, Molenlos, Letterkouter, Blarenhoek, Kerkweg |             | 300933  | Dorpskern Velzeke-Ruddershove         |
| Dorpskern Godveerdegem                | Dorpsgezicht   |                       | Godveerdegem          | Tweekerkenstraat, Sint-Paulusplein, Moelde, Groenstraat, Hostieweg |             | 300934  | Dorpskern Godveerdegem                |
| Dorpskern Leeuwergem                  | Dorpsgezicht   |                       | Leeuwergem            | Sint-Eligiusplein, Bosstraat, Lovertheaterdreef, Gentse Steenweg, Klokfontein, Saffelstraat |             | 300936  | Dorpskern Leeuwergem                  |
| Dorpskern Elene                       | Dorpsgezicht   |                       | Elene                 | Elenestraat, Baron Idès della Failleplein, Kouterstraat, Leopold III-straat, Molenbeekstraat, Rijkbos, Dassegemstraat, Baron Boudewijnstraat, Lippenhovestraat |             | 300963  | Dorpskern Elene                       |
| Stadskern Zottegem                    | Stadsgezicht   |                       | Zottegem              | Elenestraat, Bruggenhoek, Désiré Van Den Bosschestraat, Noordstraat, Graaf van Egmontstraat, Laurens De Metsstraat, Neerhofstraat, Heldenlaan, Kasteelstraat, Molenkouter, Markt, Vestenstraat, Hospitaalstraat, Arthur Scheirisstraat, Firmin Bogaertstraat, Hoogstraat, Zavel, Stationsstraat, Stationsplein, Musselystraat, Nieuwstraat, Kazernstraat, Trapstraat, Gustaaf Schockaertstraat, Sint-Annastraat, Beggaardweg, Molenstraat, Meerlaan, Wolvenstraat, Kasteelpad |             | 300994  | Stadskern Zottegem                    |
| Ledebergstraat en omgeving            | Dorpsgezicht   |                       | Strijpen              | Ledeberglos, Ledebergstraat, Meire, Meerlaan, Wolvenstraat, Wurmendries |             | 301006  | Ledebergstraat en omgeving            |